# Patriotische Plattform
Die Patriotische Plattform (PP) war eine von 2014 bis 2018 bestehende Vereinigung von Mitgliedern des völkisch-nationalistischen extrem rechten Flügels der Partei Alternative für Deutschland (AfD). Sie wurde von Hans-Thomas Tillschneider gegründet und geleitet. Die Gruppierung strebte danach, als äußerst rechter Parteiflügel in die Partei zu wirken, ohne durch deren Parteistrukturen gefasst zu werden. Im September 2018 beantragte der Vereinsvorstand die Selbstauflösung des Vereins.

## Gründung
Die Initiative zur Gründung der Patriotischen Plattform ging Anfang 2014 von Hans-Thomas Tillschneider aus. Am 28. Januar 2014 schrieb er seinen ersten Beitrag auf der neuen Website der Patriotischen Plattform.
Auf der Homepage der Website stand Anfang 2014 eine „Gründungserklärung der Patriotischen Plattform“, darüber in großer Schrift das Motto „Mut zu Deutschland“ und der Leitspruch: „Die Demokratie ist dann gefährdet, wenn ihr der Patriotismus abhanden kommt.“ In der Gründungserklärung hieß es einleitend: „Die Patriotische Plattform ist ein im Aufbau befindlicher Zusammenschluss von Mitgliedern und Freunden der AfD. Wir sind kein Organ der Partei und sprechen nicht in ihrem Namen.“ Danach folgte ein Plädoyer für den Patriotismus.
Unter der Rubrik Mitmachen war damals zu lesen: „Wenn Sie sich von unseren Zielen angesprochen fühlen und mitmachen wollen, senden Sie eine E-Mail an Dr. Hans-Thomas Tillschneider“ (mit Mailadresse).
Als Verein wurde die Patriotische Plattform am 29. März 2014 in Weimar gegründet.
Ende 2014 gründete Benjamin Nolte, Mitglied der rechtsextremen Burschenschaft Danubia München, zusammen mit einigen Burschenschaftern und ehemaligen Mitgliedern der islamfeindlichen Kleinpartei Die Freiheit, die vom bayerischen Verfassungsschutz beobachtet wurde, die Patriotische Plattform in Bayern.

## Vorstand und Mitglieder
Sprecher des Vereins war seit der Gründung Hans-Thomas Tillschneider. Er wurde bei der Landtagswahl im März 2016 für die AfD in den Landtag von Sachsen-Anhalt gewählt.
Mitglieder des Vorstands waren nach der Vereinsgründung zunächst Dubravko Mandic, Norbert Mayer, Taras Maygutiak, Benjamin Nolte, Sebastian Pella, Jürgen Ptucha, Ralf Schutt und als Sprecher Hans-Thomas Tillschneider.
Von diesen Personen gehörten Tillschneider und Nolte auch dem im November 2016 neu gewählten achtköpfigen Vorstand an. Zu den neuen Mitgliedern des Vorstands zählten Jan Moldenhauer, Referent der AfD-Fraktion im Landtag Sachsen-Anhalt, und als Schriftführer Alexander Tassis, AfD-Abgeordneter in Bremen. Später gehörte Jens Maier, AfD-Abgeordneter aus Sachsen, dem Vorstand an.
Der Verein hatte bundesweit Mitglieder, darunter einige Spitzenpolitiker der AfD. Laut einem Bericht der dänischen Zeitung Politiken gehörten ihm Anfang 2017 etwa ein Drittel der 26.000 AfD-Mitglieder an.

## Ziele und Positionen
In der Gründungserklärung und im Informationsflyer aus dem Gründungsjahr 2014 wurden die Ziele wie folgt konkretisiert:

„Wir halten an Deutschland fest:
- an seiner politischen Souveränität gegen alle Versuche, die Kernrechte des Parlaments auf supranationale Organisationen zu übertragen;
- an seiner finanziellen Stabilität gegen alle Versuche, es mit den Folgen der Misswirtschaft anderer Staaten zu belasten;
- an seiner Sprache und Kultur gegen die Herausbildung einer multikulturellen Gesellschaft auf seinem Boden;
- an seiner ökonomischen Stärke, die von der Energiewende bis hin zu einem falsch eingestellten Sozialstaat vielerlei Anfechtung ausgesetzt ist;
- an seinem Sozialstaat, der durch falsche Strukturen, vor allem aber durch massenhafte Einwanderung in die Sozialsysteme zunehmend in Frage gestellt wird.

Das an diesen Gütern bestehende Interesse soll wieder zum Mittelpunkt und zum Primat der Politik werden.“

Die Gründungserklärung enthielt abschließend eine Stellungnahme zu Europa bzw. zur EU, die in der ursprünglichen Fassung lautete: „Wir bekennen uns zu Europa und sehen uns als festen Teil der europäischen Völkerfamilie. Wir wehren uns allerdings gegen eine Politik, die suggeriert, Europa würde scheitern, wenn die EU scheitert. Europa ist mehr als die EU, und die EU schadet Europa. Sollte die EU sich als nicht reformierbar, und das heißt vor allem als nicht reduzierbar, erweisen, werden wir den Austritt Deutschlands aus der EU fordern.“ Der letzte Halbsatz wurde noch abgeändert, er lautete dann: „… werden wir fordern, alle Zahlungen an die EU einzustellen.“
Die Patriotische Plattform war eine der ersten parteiinternen Strömungen, die für eine politische Ausrichtung der AfD gegen den Islam mobilisierte. Dabei argumentierte sie allerdings nicht religionskritisch, sondern völkisch-nationalistisch und rassistisch. In einem ihrer Positionspapiere heißt es denn auch: „Das Problem ist nicht der Islam, das Problem ist die multikulturelle Gesellschaft.“ Die Ablehnung des Islam stand bei der Patriotischen Plattform nur als Chiffre für die Abwehr von jedweder Einwanderung durch „Fremde“.
2014 veröffentlichte die Patriotische Plattform eine Stellungnahme Solidarität mit Israel – Solidarität mit Deutschland, in der es hieß „Wir stehen zu Israel und zum Judentum in Deutschland“, in der jedoch auch eine mangelnde Solidarisierung Israels und der Juden in Deutschland beklagt und mehr Unterstützung von dieser Seite „bei unserer Auseinandersetzung mit den Islamverbänden“ gefordert wurde. Die Politologen Marc Grimm und Bodo Kahmann kritisierten, dass damit Juden „als eine homogene Gruppe vorgestellt“ würden, an die die undemokratische Erwartung einer geschlossenen Unterstützung gestellt werde, und dass Repräsentanten des Judentums in Deutschland, die den Positionen rechtsradikaler Parteien öffentlich widersprechen (in diesem Fall Charlotte Knobloch, die sich 2010 für die Einrichtung des Münchner Islamischen Zentrums ausgesprochen hatte), dafür heftig kritisiert werden. Diese „Denunziation“ Knoblochs verweise „auf eine Tradierung antisemitischer Affekte und Stereotype in den pro-israelischen und pro-jüdischen Bekundungen der AfD“.
Zu der verfassungsfeindlichen „Identitären Bewegung“ ließ die Patriotische Plattform verlauten: „Wir wünschen uns eine engere Zusammenarbeit zwischen Identitärer Bewegung und AfD, denn auch die AfD ist eine identitäre Bewegung und auch die Identitäre Bewegung ist eine Alternative für Deutschland.“ An den 2016 gefassten Unvereinbarkeitsbeschluss der AfD fühlte sich die Patriotische Plattform nicht gebunden. Ihre Nähe zur Identitären Bewegung und deren Positionen war innerhalb der AfD umstritten.

## Einordnung
In der Politikwissenschaft wurde die Patriotische Plattform als Teil des Rechtsaußen-Flügels der AfD beziehungsweise des völkisch-nationalistischen Spektrums bewertet. 
Oskar Niedermayer ordnete die Gruppierung 2015 als „dezidiert national-konservativ“ ein.
In einem Beitrag für ein 2016 veröffentlichtes Buch über die AfD schrieb Anna-Lena Herkenhoff, die Patriotische Plattform diene Mitgliedern des rechten Parteiflügels als Sprachrohr. Sie überschneide sich sowohl inhaltlich als auch personell mit der Jungen Alternative. Inhaltlich liege sie nah an Programmpunkten von pro NRW und spreche sich gegen die multikulturelle Gesellschaft Deutschlands aus.
Der Soziologe und Politikwissenschaftler Armin Pfahl-Traughber sah im März 2017 bei der Patriotischen Plattform wie auch beim „Flügel“ Positionen und Tendenzen, die eindeutig extremistisch seien.
Mehrere Verfassungsschutzbehörden befassten sich mit der Patriotischen Plattform. Der Verfassungsschutz Sachsen-Anhalt schätzte sie 2017 als „extrem rechte Gruppierung innerhalb der AfD“ ein. Sie sei jedoch „nicht parteiprägend“ für die AfD.

## Auflösung
Im September 2018 teilte Tillschneider mit, die Vereinigung solle aufgelöst werden. Der Hintergrund war eine drohende Überwachung der AfD durch den Verfassungsschutz. Der Landesverfassungsschutz von Nordrhein-Westfalen hatte zudem empfohlen, die Patriotische Plattform wegen ihrer „rechtsextremistischen Agenda“ bundesweit zu beobachten. Tillschneider sagte dazu, der Patriotischen Plattform werde irrtümlich das Etikett angeheftet, „noch rechter“ zu sein als Björn Höckes „Flügel“. Sie solle nun aufgelöst werden, weil sie die AfD „angreifbar und ausgrenzbar“ mache. Außerdem habe sie sich überlebt. Sie habe schon lange ihren Zweck erfüllt, die Entwicklung der Partei zu einer „allzu gemäßigten ‚Scheinalternative‘“ zu verhindern.